# 直別信號場
直別信號場（日语：／ Chokubetsu shingoujiyou */?）是一個位於北海道釧路市音別町直別的北海道旅客鐵道（JR北海道）根室本線的信號場。電報略號為チク。
車站的名稱源自阿伊努語的「cuk-pet」（秋天的河川）或「cup-pet」（月亮的河川）。

## 歷史
- 1907年（明治40年）10月25日 - 以國有鐵道的車站而開始營業。為一般車站。
- 1971年（昭和46年）10月2日 - 廢除貨物及行李處理。車站簡易委託化。
- 1987年（昭和62年）4月1日 - 國鐵分割民營化後，由JR北海道繼承。
- 1992年（平成4年）4月1日 - 廢除簡易委託，車站完全無人化。
- 2003年（平成15年）
  - 9月26日 - 由於十勝沖地震導致車站站房倒塌、信號設施損毀。正在經過車站的特急列車「毬藻」號亦脫軌。
  - 12月25日 - 站房重建後啟用
- 2019年（平成31年）3月16日 - 因使用旅客過少而廢站[1]。

## 車站構造
- 直別車站為2面2線、側式月台的地面車站。
- 位於車站大樓旁的1號線為下行（尺別、白糠、釧路方向）、2號線為上行（厚內、浦幌、帶廣方向）。
- 為無人車站。

## 車站周邊
車站附近有數間住宅。而直別的村落主要位於鄰近的十勝郡浦幌町。
- 國道38號

## 相鄰車站
北海道旅客鐵道（JR北海道）
■根室本線
厚內（K42）－（直別信號場）－（尺別信號場）－音別（K45）

## 外部連結
- （日語）直別車站（JR北海道釧路分社）
- （日語）直別車站
- （日語）全驛參觀之旅 （页面存档备份，存于）

1. ↑   (PDF). JR北海道. 2018-12-14  [2019-03-11]. （原始内容存档 (PDF)于2018-12-14）.